# NGC 1816
NGC 1816 ist ein Offener Sternhaufen und Nebel nahe der Großen Magellanschen Wolke im Sternbild Schwertfisch am Südsternhimmel. Er hat einen Durchmesser von 1′ und eine scheinbare Helligkeit von 9,00 mag.
Entdeckt wurde das Objekt am 2. Januar 1837 von John Herschel.